# Xe cấp cứu (phim)
Xe cấp cứu (tên tiếng Anh: Ambulance) là bộ phim hành động kịch tính của Mỹ được đạo diễn kiêm sản xuất bởi Michael Bay. Phim là sự hợp tác sản xuất giữa nhiều công ty bao gồm New Republic Pictures, Endeavor Content, Project X Entertainment và Bay Films với cốt truyện được dựa trên bộ phim Đan Mạch cùng tên năm 2005 của Laurits Munch-Petersen và Lars Andreas Pedersen. Phim còn có sự tham gia diễn xuất của ba diễn viên chính bao gồm Jake Gyllenhaal, Yahya Abdul-Mateen II và Eiza González.
Dự án phim được công bố lần đầu vào tháng 8 năm 2015 với vai trò đạo diễn sẽ do Phillip Noyce cầm trịch. Tuy nhiên, vào năm 2017, vị trí đạo diễn đã được chuyển sang cho Navot Papushado và Aharon Keshales. Và sau đó, Michael Bay trở thành cái tên cuối cùng được chọn để đảm nhiệm vai trò đạo diễn phim vào năm 2020. Công đoạn quay phim chính của phim được bắt đầu vào tháng 1 và kết thúc vào tháng 3 năm 2021 tại Los Angeles do Roberto De Angelis chỉ đạo. Trong giai đoạn hậu kỳ, nhạc phim được soạn bởi Lorne Balfe. Phim được phát hành tại các rạp chiếu bởi Universal Pictures vào ngày 8 tháng 4 năm 2022.

## Nội dung
Bối cảnh phim là Thành phố Los Angeles đầy hối hả, sôi động và sầm uất. Cựu chiến binh Will Sharp (do Yahya Abdul-Mateen II thủ vai) vì hoàn cảnh khó khăn nên đã tìm đến người mà anh biết mình không nên nhờ vả - anh trai nuôi Danny Sharp (do Jake Gyllenhaal thủ vai). Danny đã đề nghị Will cùng thực hiện phi vụ cướp ngân hàng lớn nhất trong lịch sử Los Angeles: 32 triệu đôla. Đứng trước tình thế "ngàn cân treo sợi tóc" của gia đình mình, Will không thể nói không. Sự kịch tính càng dâng cao hơn khi hai anh em tìm cách thoát thân với chiếc xe cấp cứu đang chở bệnh nhân bị thương nặng. Vừa bị cả thành phố truy đuổi, vừa phải cố gắng cứu lấy mạng sống của viên cảnh sát Zach (do Jackson White thủ vai) và ngăn chặn hành động muốn chạy thoát của cô y tá Cam Thompson (do Eiza González thủ vai), rất nhiều tình huống nghẹt thở, đau tim diễn ra chỉ trong một không gian bé nhỏ trên chiếc xe cứu thương.
Đại úy Monroe của đơn vị SIS cho triển khai máy bay trực thăng đuổi theo chiếc xe cứu thương. Cam nhờ Danny giúp cô sử dụng máy khử rung tim và Will truyền một ít máu của anh cho Zach. Danny sau đó gọi cho Papi, một trong những người bạn tội phạm của bố anh, để đề nghị ông ta giúp đỡ cắt đuôi cảnh sát để đổi lấy 8 triệu đôla. Khi Cam ngăn Danny bắn viên cảnh sát Mark, người đang đuổi theo họ, Danny dọa ném cô ra khỏi xe cứu thương. Cảnh sát buộc phải rút lui khi phát hiện ra con chó của Monroe đang ở trong xe cảnh sát của Mark. Đặc vụ FBI Anson Clark, một người bạn cũ của Danny, cũng đến để xử lý vụ án.
Zach bắt đầu chảy máu, Cam đành phẫu thuật cho anh ta với sự hỗ trợ của Will. Mặc dù thiếu kinh nghiệm và lá lách của Zach bị vỡ nhưng Cam vẫn thực hiện ca phẫu thuật thành công. Monroe, không biết cuộc phẫu thuật đã thành công, ra lệnh chuẩn bị bắn tỉa Will và Danny mà không thương lượng về mạng sống của Cam. Clark gọi cho Cam và bảo cô nằm xuống. Cam, vì muốn cứu mạng Zach, đã báo cho Will và Danny về những lính bắn tỉa. Danny chán ngán Cam, quyết định bắn cô nhưng Will đã can thiệp, hai anh em xảy ra tranh cãi. Ở Sông Los Angeles, máy bay trực thăng vẫn đuổi theo chiếc xe cứu thương khi Danny bắn vào họ. Theo lệnh của Papi, con trai ông, Roberto, cho nổ tung một chiếc xe cứu thương dán đầy chất nổ C-4 trước mặt cảnh sát và sử dụng một khẩu súng máy để nã đạn vào cảnh sát, khiến Monroe bị thương. Mark đuổi theo Roberto và vô tình bắn chết gã trong lúc vật lộn, điều này khiến Papi tức giận.
Will và Danny đến nơi ẩn náu của Papi. Papi yêu cầu hai anh em để Zach và Cam lại cho ông giải quyết, Will và Danny từ chối và giết chết Papi và băng đảng của ông. Trong lúc hỗn loạn, Cam vô tình dùng súng của Zach bắn Will. Danny lái chiếc xe cứu thương đến bệnh viện và phát hiện ra khẩu súng của Zach. Anh rất tức giận khi Cam tiết lộ rằng cô là người đã bắn Will. Danny thề sẽ giết Cam cùng với chính mình trên sóng truyền hình trực tiếp trước khi đối mặt với cảnh sát đang bao vây xung quanh. Không còn lựa chọn nào khác, Will bắn vào lưng Danny. Danny xin lỗi Will trước khi chết vì vết thương. Cảnh sát bắt giữ Will đang bị thương nặng và đưa anh vào bệnh viện để phẫu thuật, Cam bí mật đưa một số tiền mà Will cướp được cho Amy Sharp - vợ của Will, và Zach nói với cảnh sát rằng Will đã cứu mạng anh.

## Diễn viên
- Jake Gyllenhaal thủ vai  Daniel "Danny" Sharp
- Yahya Abdul-Mateen II thủ vai William "Will" Sharp
- Eiza González thủ vai Cam Thompson
- Garret Dillahunt
- A Martinez
- Keir O'Donnell
- Moses Ingram
- Wale Folarin
- Cedric Sanders
- Jackson White
- Colin Woodell
- Olivia Stambouliah
- Jesse Garcia
- Victor Gojcaj thủ vai Victor
- Remi Adeleke
- Devan Chandler Long thủ vai William Wallace

## Sản xuất

### Phát triển

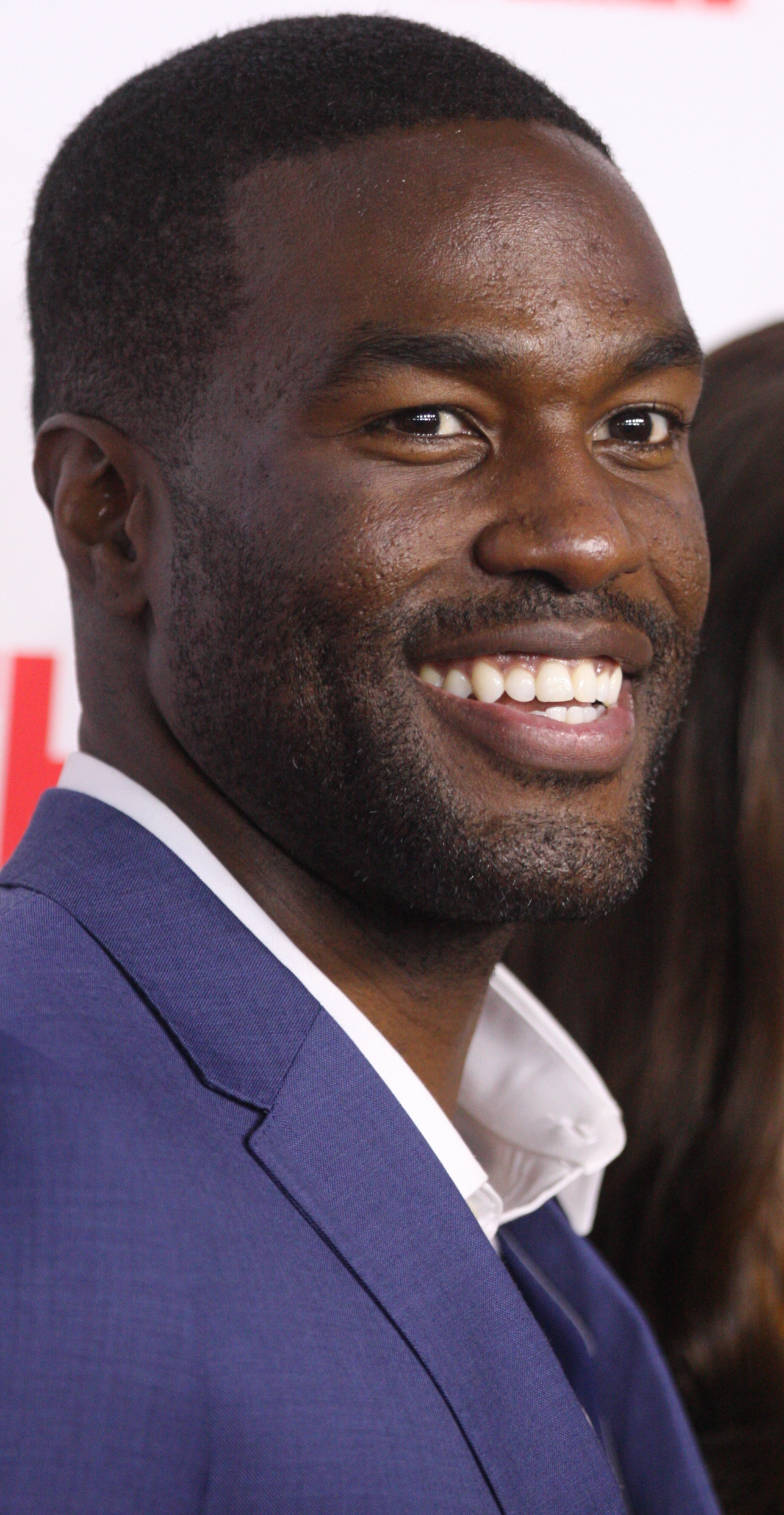
Nam diễn viên Yahya Abdul-Mateen II (trong ảnh) đã thay thế Dylan O'Brien trong vai diễn William Sharp của Xe cấp cứu.

Xe cấp cứu là bộ phim làm lại từ bộ phim cùng tên của Đan Mạch vào năm 2005. Thông tin về phim được công bố lần đầu tiên vào ngày 28 tháng 8 năm 2015 với kịch bản của Chris Fedak và được đạo diễn bởi Phillip Noyce. Sau hai năm, Noyce chính thức rời khỏi dự án phim và được thay thế bởi bộ đôi đạo diễn Navot Papushado và Aharon Keshales. Tuy nhiên, sau đó quá trình sản xuất phim vẫn chưa được bắt đầu. Và cuối cùng vào tháng 11 năm 2020, Michael Bay chính thức được xác nhận trở thành đạo diễn mới cầm trịch dự án phim. Bộ phim được tiết lộ sẽ là một "dự án character-driven" và sẽ sử dụng những yếu tố từ Tốc độ (1994) và Cớm siêu quậy (1995).

### Quay phim
Xe cấp cứu bắt đầu tiến hành quay phim tại Los Angeles vào ngày 11 tháng 1 năm 2021. Cùng ngày hôm đó, González được bắt gặp đang trò chuyện với một nhân viên y tế và tuân theo các quy trình an toàn do đại dịch COVID-19 như đeo khẩu trang trên trường quay. Theo lời của Abdul-Mateen chia sẻ, Gyllenhaal thường lấy máy quay từ Bay và tự quay lại các cảnh phim của mình và biến "toàn bộ bối cảnh trở thành sân chơi của anh ấy". Vào ngày 3 tháng 2, González tiếp tục được bắt gặp đang có một cuộc thảo luận với Bay tại Downtown Los Angeles trên trường quay. Gần cuối tháng 2, Bay đã chia sẻ về một cảnh quay bùng nổ liên quan đến xe cấp cứu trên Instagram, và hình ảnh của ông trên một thanh trượt quay phim; ngoài ra, các cảnh quay đóng thể của phim đã bị chỉ trích bởi /Film vì gây nguy hiểm cho một số thành viên của đoàn phim. Vào tháng 3, một cảnh rượt đuổi bằng máy bay trực thăng đã được ghi hình. Sau ba tháng quay phim,  Stambouliah xác nhận công đoạn quay phim chính của phim chính thức đóng máy vào ngày 18 tháng 3 năm 2021.

### Âm nhạc
Tháng 7 năm 2021, Lorne Balfe, người đã từng cộng tác với Bay trong tác phẩm 13 giờ: Lính ngầm Benghazi (2016) và 6 Underground – Đại chiến thế giới ngầm (2019), được thông báo sẽ tiếp tục quay trở lại cộng tác cùng Bay để soạn nhạc cho Xe cấp cứu. Tháng 8, nhạc phim được thu âm tại Abbey Road Studios ở Luân Đôn.

## Phát hành và quảng bá
Xe cấp cứu được phát hành bởi Universal Pictures tại Hoa Kỳ vào ngày 8 tháng 4 năm 2022. Phim sẽ được công chiếu lần đầu tại các rạp phim bên cạnh Nhím Sonic 2 của hãng Paramount Pictures. Ban đầu, phim được dự định sẽ ra mắt vào ngày 18 tháng 2 năm 2022 cùng với Thợ săn cổ vật, tuy nhiên phim đã bị dời lịch chiếu sau khi Sony trì hoãn công chiếu Bullet Train: Sát thủ đối đầu từ 8 tháng 4 sang 15 tháng 7 và lịch công chiếu ban đầu sẽ được nhường lại cho một phim khác. Xe cấp cứu sẽ được phát sóng trên Peacock 45 ngày sau khi phát hành tại rạp.